# Aucuparia subvestita
Aucuparia subvestita là loài thực vật có hoa trong họ Hoa hồng. Loài này được (Greene) Nieuwl. mô tả khoa học đầu tiên năm 1915.